# Jean-Paul Boeka-Lisasi
Gauthier Jean-Paul Boeka-Lisasi (Kinshasa, 6 giugno 1974) è un ex calciatore della Repubblica Democratica del Congo, di ruolo attaccante.

## Caratteristiche tecniche
Era una punta centrale.

## Carriera

### Nazionale
Ha debuttato in Nazionale il 24 gennaio 1999, in RD del Congo-Kenya (2-1). Ha partecipato, con la Nazionale, alla Coppa d'Africa 2002. Ha collezionato in totale, con la maglia della Nazionale, 6 presenze.

## Palmarès

### Club

#### Competizioni nazionali
- Coppa del Belgio: 1

Westerlo: 2000-2001